# Filippa van Luxemburg

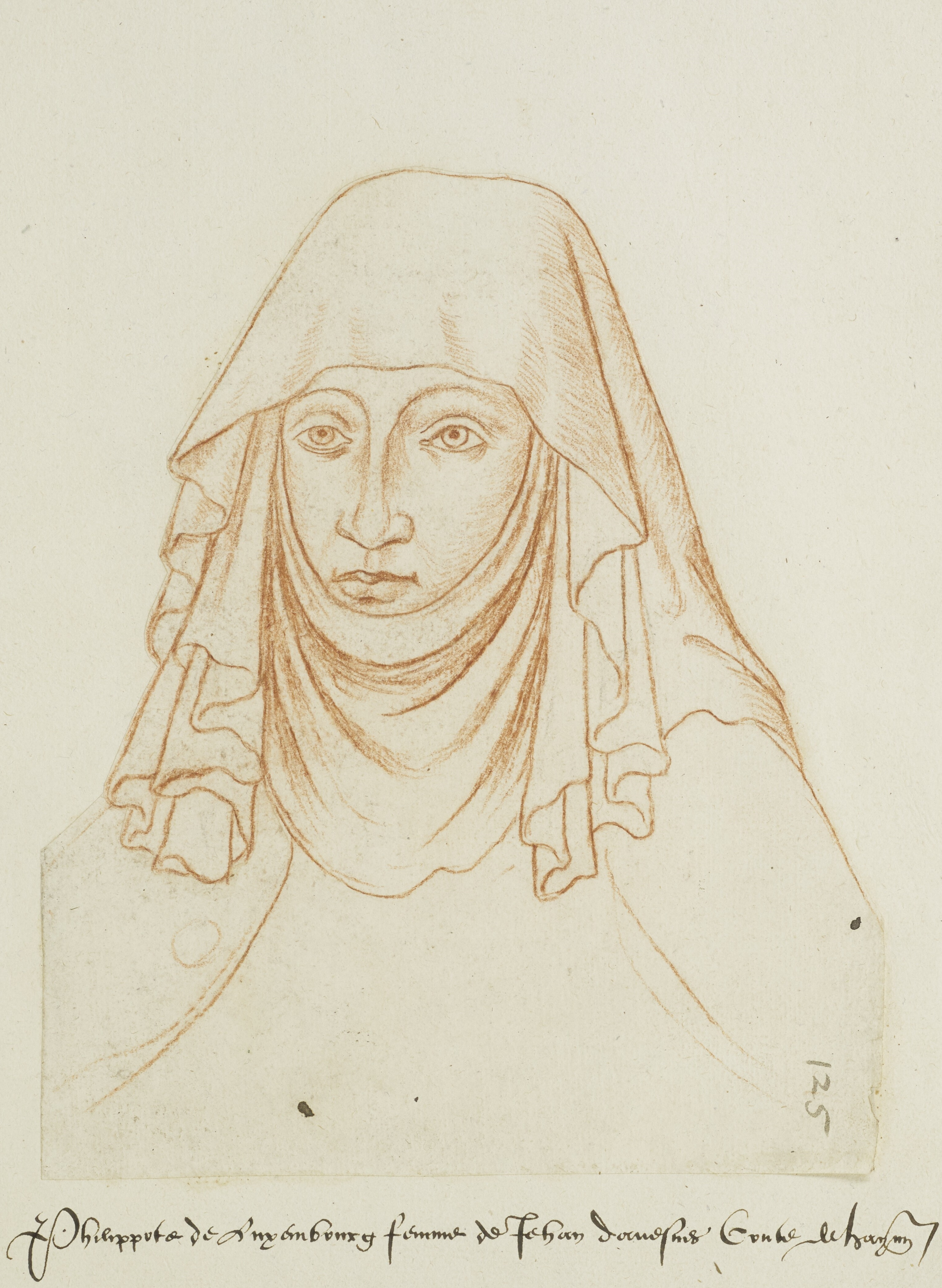

Filippa van Luxemburg (1252 — 6 april 1311) was de dochter van graaf Hendrik V van Luxemburg en Margaretha van Bar. Ze trouwde in 1270 met Jan II van Avesnes (1247-1304), graaf van Henegouwen en van Holland. Aldus was zij de moeder van Jans troonopvolger, Willem III van Holland en diens broer Jan van Beaumont. Een bekende kleindochter van haar is Filippa van Henegouwen, de echtgenote van Eduard III van Engeland. Een andere bekende kleindochter is Margaretha II van Henegouwen, gravin van Holland en Zeeland en echtgenote van keizer Lodewijk de Beier. Zij is begraven in Valencijn.
Filippa en Jan kregen de volgende kinderen:
- Jan, graaf van Oostervant, ook Jan zonder Genade genoemd, gesneuveld aan Franse zijde tijdens de Guldensporenslag op 11 juli 1302.
- Hendrik (ovl. 1303), kanunnik in Kamerijk
- Margaretha (ovl. 19 oktober 1342, begraven in Valencijn, getrouwd met Robert II van Artesië (zijn derde huwelijk)
- Alix (ovl. 26 oktober 1317), getrouwd met Roger Bigod, 5e graaf van Norfolk
- Isabelle, (ovl. december 1305), getrouwd met Raoul van Clermont, heer van Nesle
- Jeanne, non in in de abdij van Fontenelle
- Willem, opvolger van zijn vader in Henegouwen en Holland
- Jan, getrouwd met Marguerite, gravin van Soissons
- Walram
- Maria (1280–1354), getrouwd met hertog Lodewijk I van Bourbon
- Simon
- Mathilde, abdis van de abdij van Nijvel